# Закиров, Александр Сергеевич
Александр Сергеевич Закиров (род. 8 июля 1992, Екатеринбург) — российский хоккеист, центральный нападающий. Воспитанник екатеринбургского хоккея.

## Карьера
Начал профессиональную карьеру в 2009 году в составе екатеринбургского клуба Молодёжной хоккейной лиги «Авто», выступая до этого за фарм-клуб родного «Автомобилиста». В своём дебютном сезоне Александр провёл на площадке 52 матча, набрав 11 (3+8) очков. В середине следующего сезона Закиров попал в больницу с диагнозом тромбоз, из-за чего ему пришлось пропустить оставшиеся матчи.
Сезон 2011/12 также начал в МХЛ, а 21 декабря 2011 года в домашнем матче против магнитогорского «Металлурга» дебютировал в Континентальной хоккейной лиге, проведя на площадке одну смену.

## Статистика выступлений
Последнее обновление: конец сезона 2016/17
|             |                  |             | Регулярный сезон | Регулярный сезон | Регулярный сезон | Регулярный сезон | Регулярный сезон | Регулярный сезон | Плей-офф | Плей-офф | Плей-офф | Плей-офф | Плей-офф | Плей-офф |
| Сезон       | Команда          | Лига        | Игр              | Г                | П                | Очк              | +/-              | Штр              | Игр      | Г        | П        | Очк      | +/-      | Штр      |
| ----------- | ---------------- | ----------- | ---------------- | ---------------- | ---------------- | ---------------- | ---------------- | ---------------- | -------- | -------- | -------- | -------- | -------- | -------- |
| 2008/09     | Автомобилист-2   | Первая лига | 16               | 2                | 3                | 5                | --               | 6                | —        | —        | —        | —        | —        | —        |
| 2009/10     | Авто             | МХЛ         | 48               | 3                | 8                | 11               | -10              | 30               | 4        | 0        | 0        | 0        | --       | 2        |
| 2010/11     | Авто             | МХЛ         | 20               | 3                | 6                | 9                | -2               | 22               | —        | —        | —        | —        | —        | —        |
| 2011/12     | Авто             | МХЛ         | 59               | 24               | 26               | 50               | +1               | 46               | 12       | 2        | 6        | 8        | -2       | 4        |
| 2011/12     | Автомобилист     | КХЛ         | 3                | 0                | 0                | 0                | 0                | 0                | —        | —        | —        | —        | —        | —        |
| 2012/13     | Авто             | МХЛ         | 41               | 15               | 20               | 35               | +8               | 28               | 7        | 1        | 1        | 2        | -1       | 0        |
| 2012/13     | Автомобилист     | КХЛ         | 5                | 0                | 0                | 0                | +1               | 0                | —        | —        | —        | —        | —        | —        |
| 2013/14     | Спутник          | ВХЛ         | 13               | 0                | 1                | 1                | -2               | 0                | —        | —        | —        | —        | —        | —        |
| 2014/15     | Ямальские Стерхи | РХЛ         | 14               | 3                | 8                | 11               | --               | 2                | —        | —        | —        | —        | —        | —        |
| 2014/15     | Челмет           | ВХЛ         | 19               | 2                | 4                | 6                | 4                | 2                | 4        | 2        | 0        | 2        | -1       | 2        |
| 2015/16     | Рубин            | ВХЛ         | 46               | 6                | 13               | 19               | -11              | 22               | —        | —        | —        | —        | —        | —        |
| 2016/17     | УГГУ             | РСХЛ        | 16               | 9                | 6                | 15               | --               | 18               | —        | —        | —        | —        | —        | —        |
| Всего в КХЛ | Всего в КХЛ      | Всего в КХЛ | 8                | 0                | 0                | 0                | +1               | 0                | —        | —        | —        | —        | —        | —        |